# Krainiaya Shchel
Krainiaya Shchel (del ruso: Крайняя Щель) es un jútor del raión de Tuapsé del krai de Krasnodar, en el sur de Rusia. Está situado junto a la desembocadura del río Bashepsi en el río Sosnovka, uno de los afluentes del Psékups, afluente del Kubán, 29 km al nordeste de Tuapsé y 78 km al sur de Krasnodar, la capital del krai.  Tenía 8 habitantes en 2010.
Pertenece al municipio Shaumiánskoye.

## Transporte
La localidad cuenta con una plataforma ferroviaria de la línea Krasnodar-Krivenkovskaya-Tuapsé.